# Ensaio Fischer
O Ensaio Fischer é um teste laboratorial padronizado para a determinação do teor de óleo do xisto betuminoso esperado de uma extração de xisto betuminoso convencional.  Uma amostra de 100 gramas de xisto betuminoso triturada a <2.38 mm é aquecida em uma pequena retorta de alumínio a 500 °C, a uma taxa de 12°C/min, e mantida nessa temperatura por 40 minutos.  O vapor destilado de óleo, gás e água, é passado em um condenador e resfriado com gelo em um tubo de centrífuga graduado. Os rendimentos de óleo obtidos por outras tecnologias são muitas vezes referidos como uma porcentagem do rendimento obtido pelo Ensaio Fischer.
O teste original do Ensaio Fischer foi desenvolvido na pesquisa das baixas temperaturas iniciais da retorta do carvão, por Franz Joseph Emil Fischer e Hans Schrader. O ensaio foi adaptado para a avaliação dos rendimentos do xisto betuminoso em 1949 por K. E. Stanfield e I. C. Frost.